# Гросрешен
Гросрешен (нем. Großräschen) — город в Германии, в земле Бранденбург.
Входит в состав района Верхний Шпревальд-Лужица.  Занимает площадь 81,29 км². Официальный код — 12 0 66 112.
Город подразделяется на 6 городских районов.
Официальным языком в населённом пункте, помимо немецкого, является лужицкий.

## Население
| Год  | Население |
| ---- | --------- |
| 1990 | 14 476    |
| 1995 | 14 296    |
| 2000 | 12 693    |
| 2005 | 11 335    |
| 2010 | 10 262    |
| 2015 | 8 655     |
| 2020 | 8 455     |